# Herttoniemi (metropolitana di Helsinki)
La stazione Herttoniemi (in finlandese: Herttoniemen metroasema; in svedese: Metrostationen Hertonäs) è una stazione di superficie della Metropolitana di Helsinki. Serve il quartiere di Herttoniemi ad Helsinki Est.
La stazione fu una delle prime aperte ad Helsinki, il 1º giugno 1982, e fu disegnata da Jaakko Ylinen e Jarmo Maunula. Si trova a una distanza di circa 1,442 km da Kulossari, e a 1,367 km da Siilitie.